# Euthalia nephritica
Euthalia nephritica är en fjärilsart som beskrevs av Hans Fruhstorfer 1913. Euthalia nephritica ingår i släktet Euthalia och familjen praktfjärilar. Inga underarter finns listade i Catalogue of Life.